# Tercer riel (alimentación)

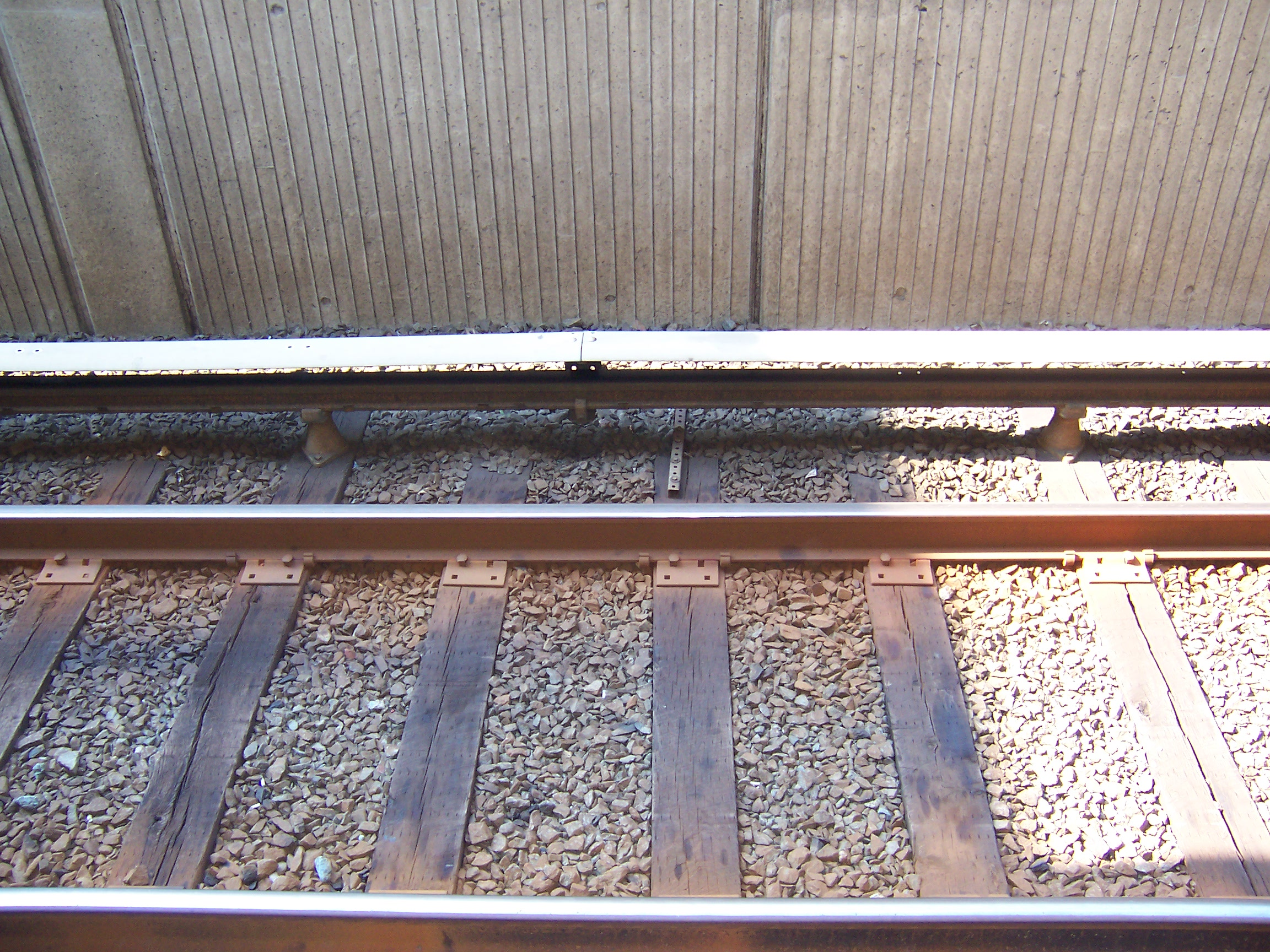
Tercer riel a situado en la estación de metro West Falls Church cerca de Washington D. C., EE. UU. electrificado a 750 voltios.

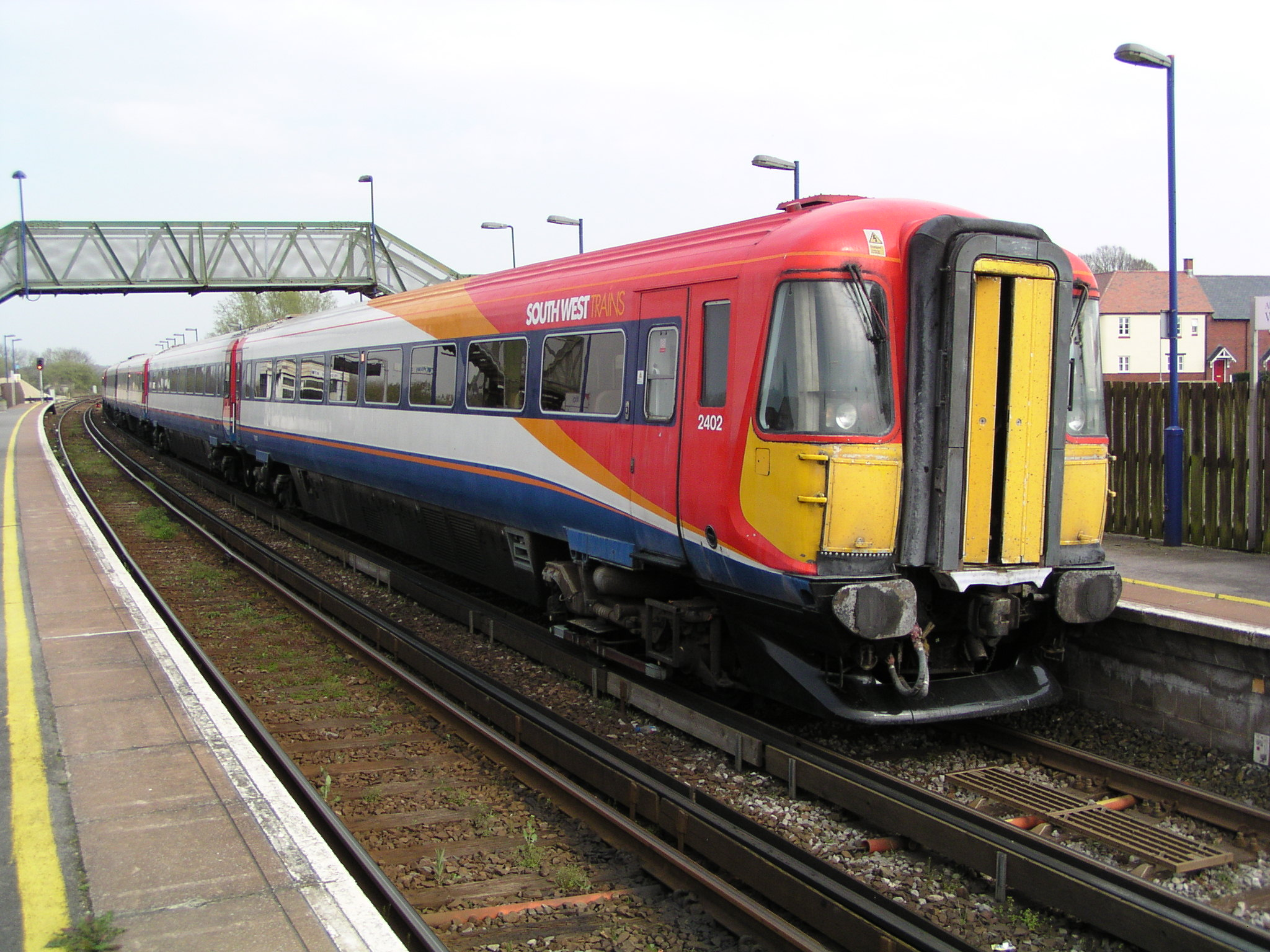
Un tren de la Serie 442 británica, alimentado mediante tercer riel.

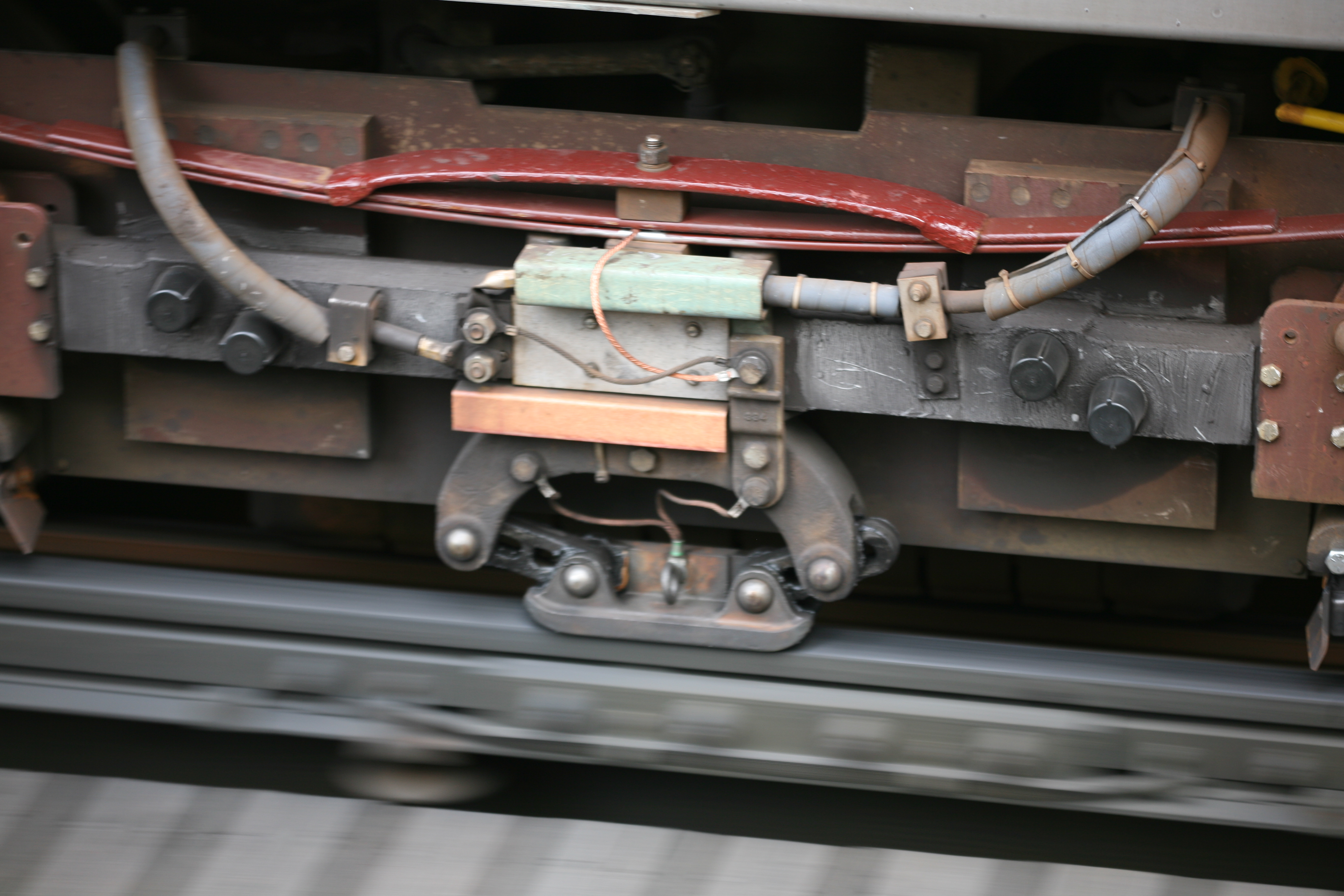
Frotador para alimentación por tercer riel utilizado por la Chicago Transit Authority.

La alimentación por tercer riel es un método para proveer de electricidad a una formación ferroviaria a través de un riel rígido continuo situado en uno de los lados de las vías férreas o entre las vías. Es un método de alimentación eléctrica alternativo al de poner una catenaria sobre el tren. Los trenes que lo utilizan disponen de un frotador o captador que roza con el carril para realizar el contacto eléctrico.

## Funcionamiento
El conductor suele ser un perfil de acero laminado colocado en paralelo a los carriles de la vía, sobre unos apoyos aislados que reposan en las traviesas de la vía y en cuyos extremos se sujetan. Está ligeramente elevado sobre el plano de rodadura y soportado por aisladores. El polo positivo de la instalación es el tercer carril, y el negativo los carriles de la vía férrea por los que circula al tren, existiendo una diferencia de potencial entre el tercer riel y los de circulación. Este tercer riel no debe ser confundido con los tres carriles de circulación que utilizan algunas vías de ancho mixto.
Este sistema de alimentación se comenzó a utilizar en los metropolitanos, cuando la línea aérea no estaba muy desarrollada, como un sistema sencillo, y que unido a tensiones de alimentación bajas (600-750 V) obligaba a tener grandes conductores. Estuvo muy desarrollado a principios de siglo, pero ha ido cayendo en desuso debido a sus graves inconvenientes. No obstante, se sigue empleado en ciertos casos, como en los metros, ya que dichas inconveniencias pueden ser subsanadas en su caso particular. 
Se utiliza principalmente en metros o transporte de tránsito rápido, que tienen plataformas reservadas o corredores, que se encuentran totalmente o casi separados de cualquier otro tipo de transporte.
En un principio el riel era del mismo tipo que los de circulación, pero con el tiempo ha ido evolucionando hacia secciones más especializadas.
Pueden disponer de tres tipos de toma de corriente:
1. Toma superior: el más sencillo de todos pero presenta la dificultad de la  protección contra contactos indirectos.
2. Toma lateral: el menos común y necesita una regulación muy precisa de la distancia a la toma. El captador se ajusta al carril con unos muelles. También sufre el problema de riesgo contra contactos indirectos.
3. Toma inferior: el más fácil de proteger contra contactos indirectos pero el que dispone la captación más complicada.

Sus características vienen determinadas por la elevada corriente eléctrica que circula por ellos y por los esfuerzos mecánicos que va a soportar. Es por esto que suelen utilizar los siguientes tipos de perfiles:
- Acero: utilizado como soporte y superficie de frotamiento.
- Acero-aluminio: la viga de acero se utiliza como soporte y el aluminio como conductor.
- Al- acero: la viga soporte es de aluminio, soportando tanto los esfuerzos mecánicos como la conducción de la corriente, pero el frotamiento se hace sobre una pletina de acero.

Los captadores deben tener la sección suficiente para poder soportar las fuertes intensidades a las que están sometidos. El material empleado es hierro o cobre aunque últimamente se emplea más el grafito.
Para evitar los contactos directos de las personas se utiliza una protección de poliéster que recubre el carril conductor dejando una abertura para el paso del frotador.

## Comparación con otros sistemas

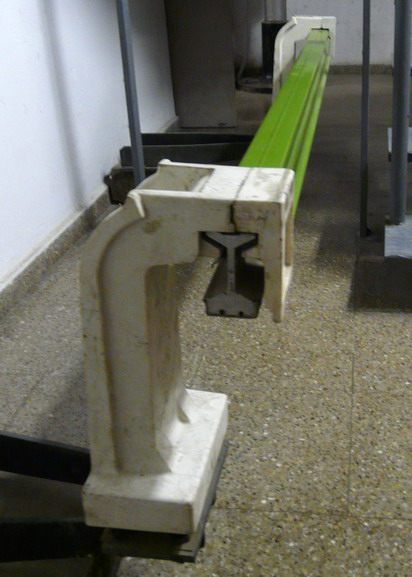
Antiguo tercer riel de la línea 3 del Metro de Barcelona.

### Ventajas
Las ventajas de este sistema de alimentación con respecto al sistema de catenaria son:
- Sencillo: es un sistema simple, de bajo coste y de mantenimiento sencillo.

- Rigidez: gracias a la rigidez, no experimenta deformaciones sensibles, ni por su propio peso, ni por el paso de los elementos de toma de corriente, al contrario de lo que sucede en la solución flexible de conductores aéreos, como la catenaria.

- Economía: la sección del tercer carril en acero equivale aproximadamente a 900 mm² de cobre, lo que es el doble de la sección útil de una catenaria usual.

- Gálibo: se reduce considerablemente respecto al necesario en el caso de empleo de catenaria.

### Inconvenientes
- Riesgo de electrocución de humanos y otros animales, al poder pisar simultáneamente el riel electrificado y los de circulación, conduciendo la electricidad entre ellos. Lo mismo ocurre si se pisa el riel electrificado y el suelo, que también es conductor.

- Estorbo en los espacios para las vías en las estaciones. Si bien reduce el gálibo, aumenta considerablemente la ocupación espacial horizontal.

- Necesidad de interrumpirlo en los pasos a nivel y aparatos de vía. Si bien esto se evita dotando al vehículo de varios brazos frotadores, no impide que existan lagunas si hay espacios de longitud superior a la distancia entre brazos, con lo que hay que recurrir a soluciones complicadas.

- No hay posibilidad de empleo en electrificación con corriente alterna por el efecto pelicular. Además, en corriente continua es limitada la tensión de servicio. La poca altura a la que está del suelo, del orden de 30 cm, limita la tensión a valores entre los 500 y los 800 V, a pesar de que haya casos en los que se alcancen los 1.500 V, como sucedía en el metro de Barcelona, provocando que necesite una mayor cantidad de subestaciones eléctricas y que disten menos unas de otras.

- Mayor sensibilidad ante los agentes atmosféricos.